# 1557
1557 (MDLVII) a fost un an comun al calendarului iulian, care a început într-o zi de vineri.

## Nașteri
- 1 ianuarie: Ștefan Bocskai, principe al Transilvaniei (d. 1606)
- 31 mai: Țarul Feodor I al Rusiei (d. 1598)
- 16 august: Agostino Carracci, pictor și artist grafic italian (d. 1602)
- 4 septembrie: Sophie de Mecklenburg-Güstrow, soția regelui Frederick al II-lea al Danemarcei (d. 1631)

## Decese
- 1 septembrie: Jacques Cartier explorator francez (n. 1491)
- 16 iulie: Anne de Cleves  (n. 1515)
- 9 aprilie: Mikael Agricola  (n. 1508)
- 13 decembrie: Niccolò Tartaglia matematician italian (n. 1499)
- 11 iunie: Ioan al III-lea al Portugaliei  (n. 1502)
- 31 decembrie: Jacopo da Pontormo  (n. 1494)
- 1 august: Olaus Magnus scriitor suedez (n. 1490)
- 27 septembrie: Go-Nara  (n. 1495)
- 29 noiembrie: Maria de' Medici (1540-1557)  (n. 1540)
- 24 decembrie: Pătrașcu cel Bun  (n. ?)
- dată necunoscută: Bernardo de Kagoshima  (n. ?)
- dată necunoscută: Hayâlî Bey  (n. 1500)